# Universidad Nacional del Callao
La Universidad Nacional del Callao (UNAC) es una universidad pública fundada en el distrito de Bellavista, en la provincia constitucional del Callao (Perú). Fue establecida el 2 de septiembre de 1966 mediante Ley N.º 16225.
El 24 de diciembre de 2019, la Superintendencia Nacional de Educación Superior Universitaria (Sunedu) otorgó la licencia institucional por seis años tras haber demostrado el cumplimiento de las Condiciones Básicas de Calidad establecidas por la ley universitaria.

## Historia
Fue creada por Ley N.º 16225, durante el gobierno de Fernando Belaúnde Terry, bajo la denominación de Universidad Nacional Técnica del Callao (UNATEC), con cuatro facultades: Recursos Hidrobiológicos y Pesquería, Química Industrial, Ingeniería Naval, Industrial, Mecánica y Eléctrica, y Ciencias Económicas y Administrativas. En 1976, aumenta su cartera de carreras profesionales.
Con la promulgación de la Ley N.º 23733, vigente desde el 18 de diciembre de 1983, la universidad adoptó su denominación actual.
En 1989, la antigua Escuela Nacional de Enfermería “Daniel Alcides Carrión” (ENEDAC) pasa a formar parte de la universidad a través de la Escuela profesional de Enfermería

## Áreas académicas

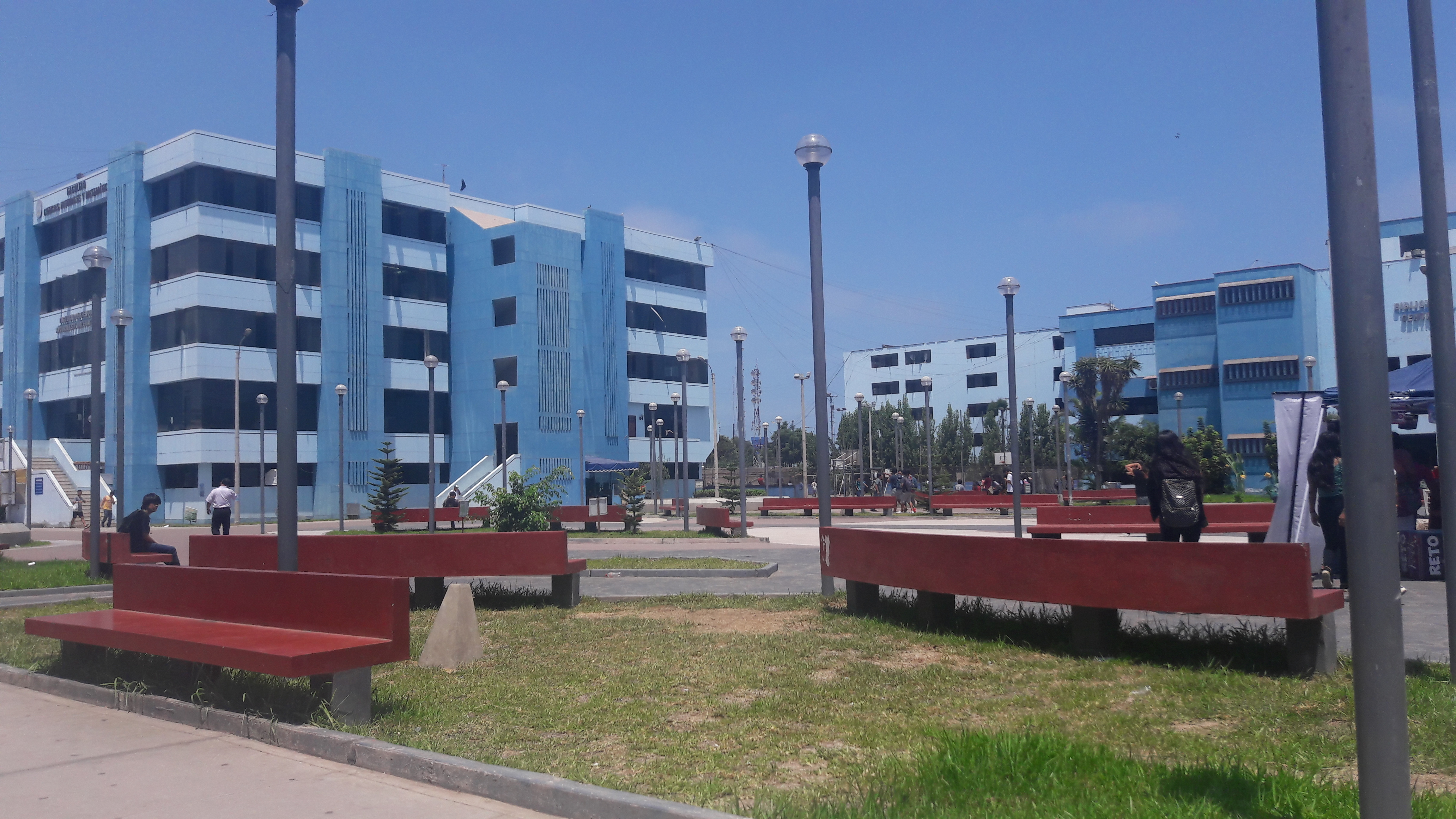
Plaza Cívica

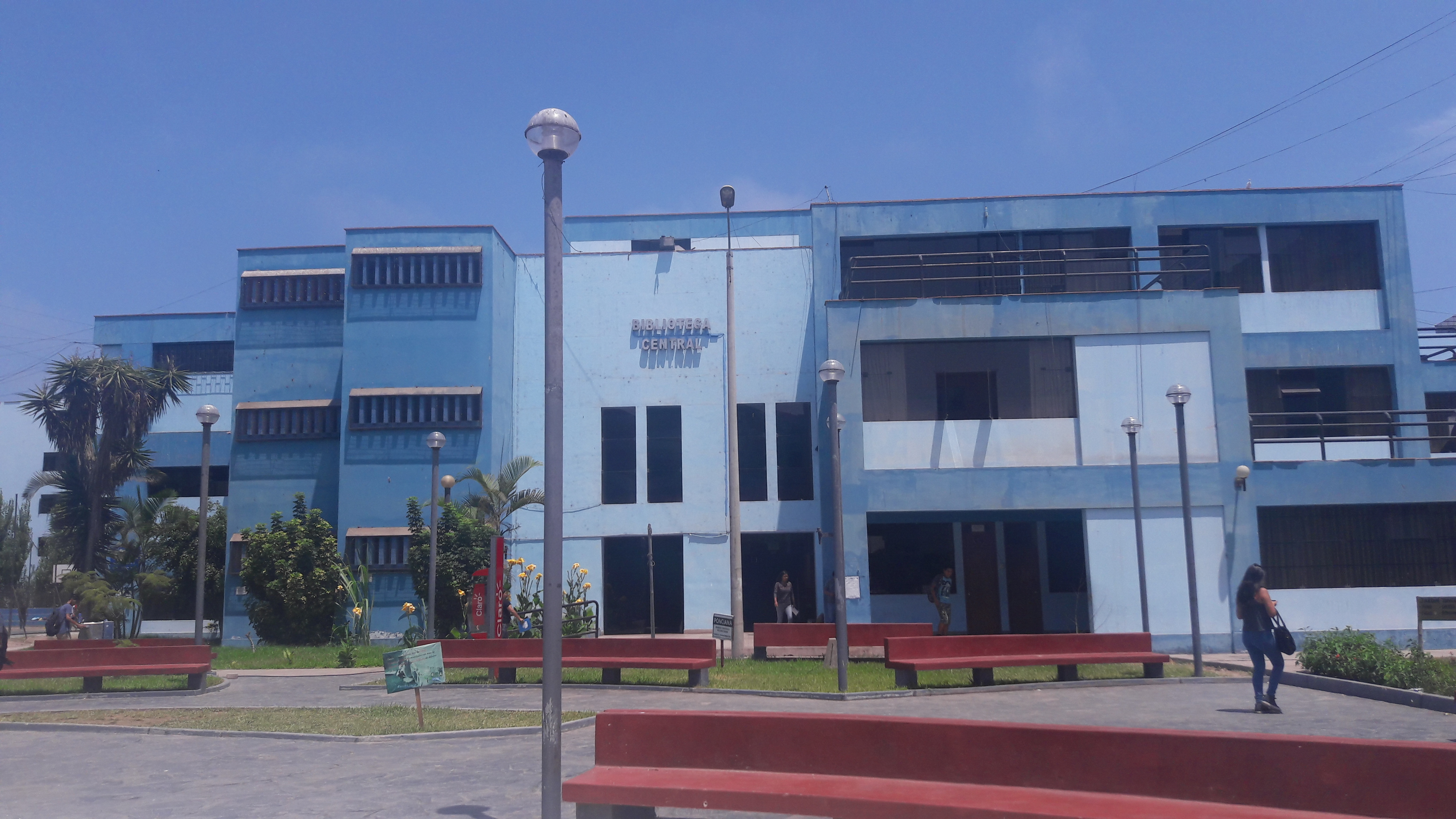
Biblioteca Central

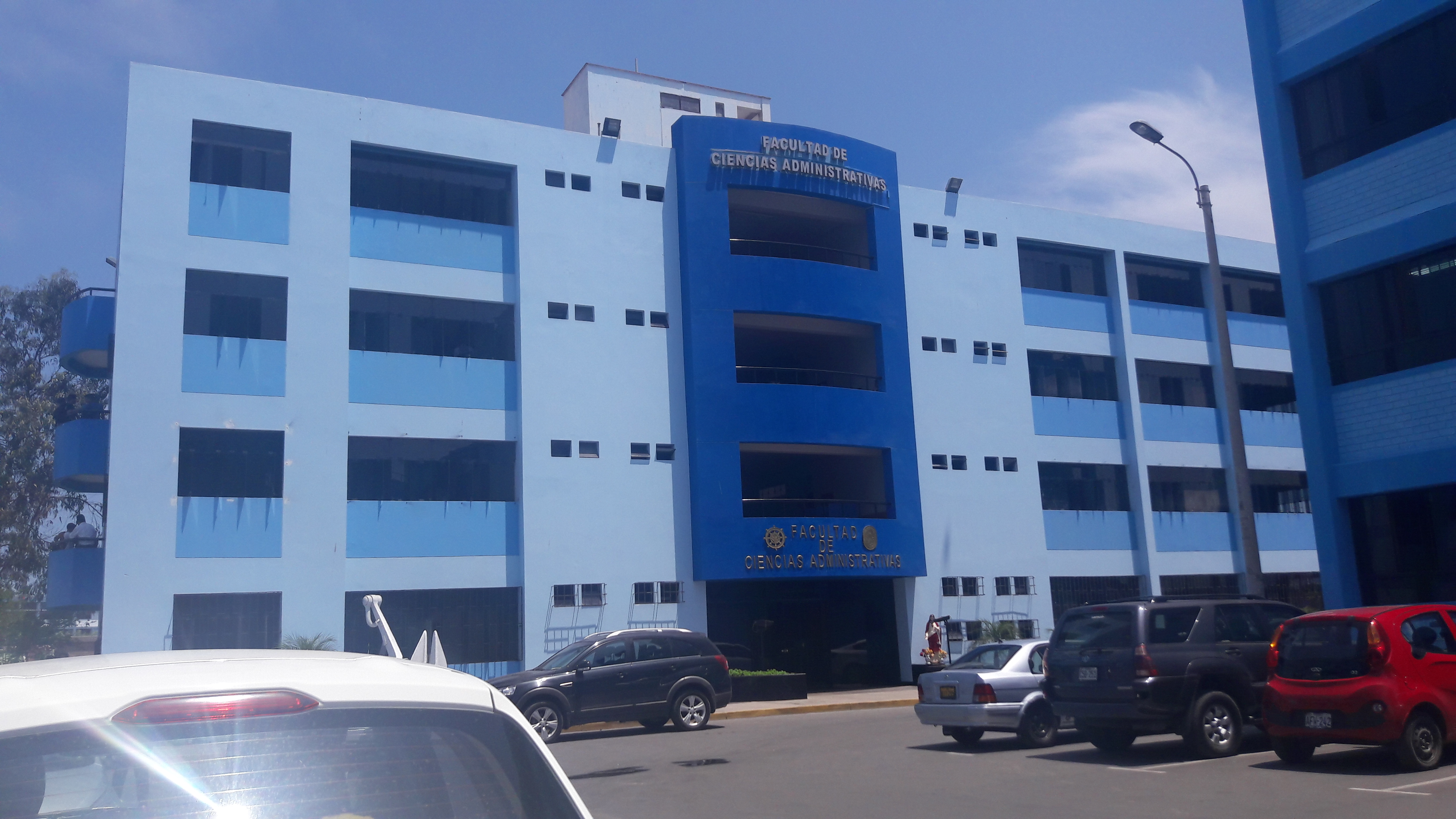
Facultad de Ciencias Administrativas

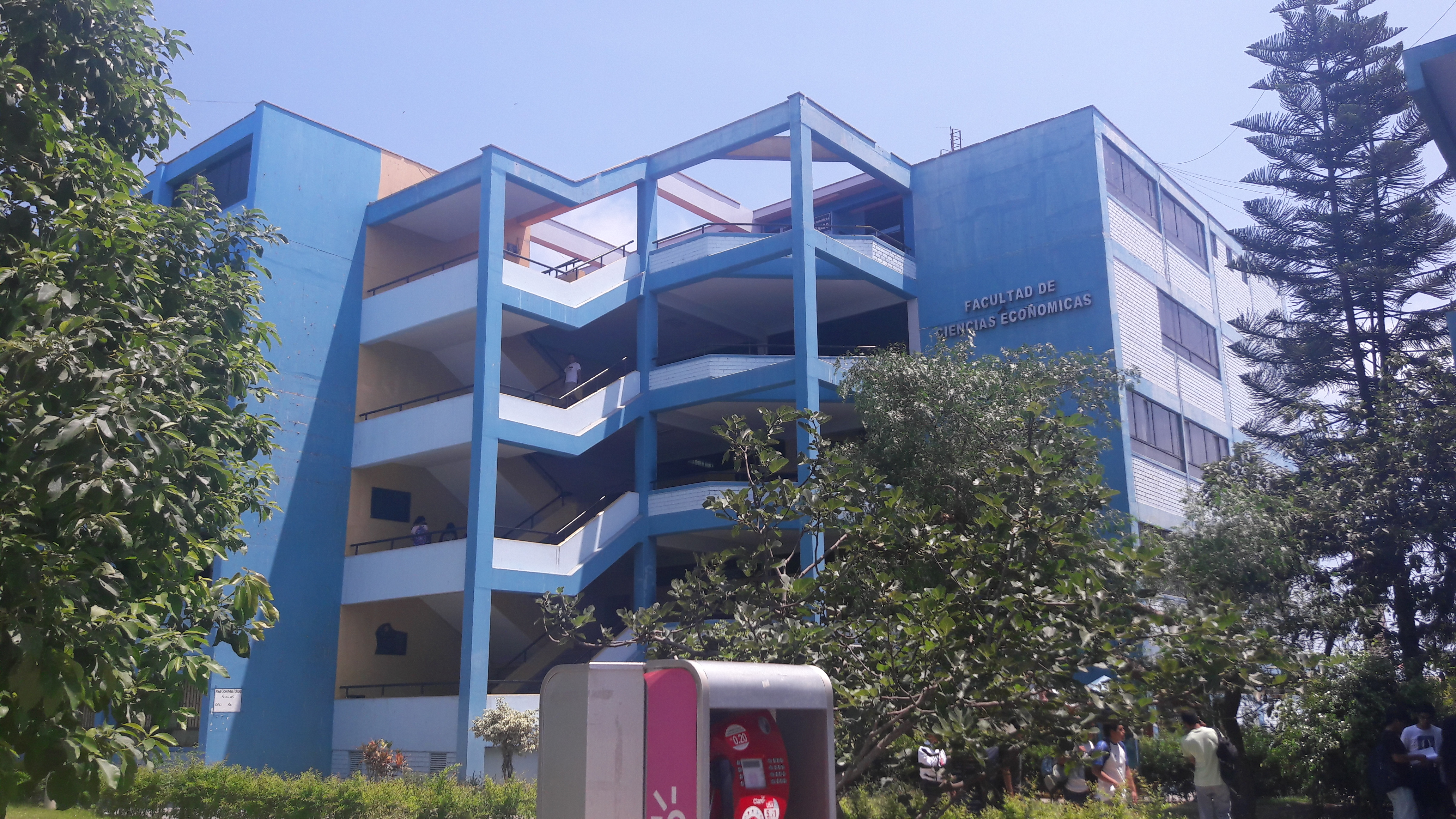
Facultad de Ciencias Económicas

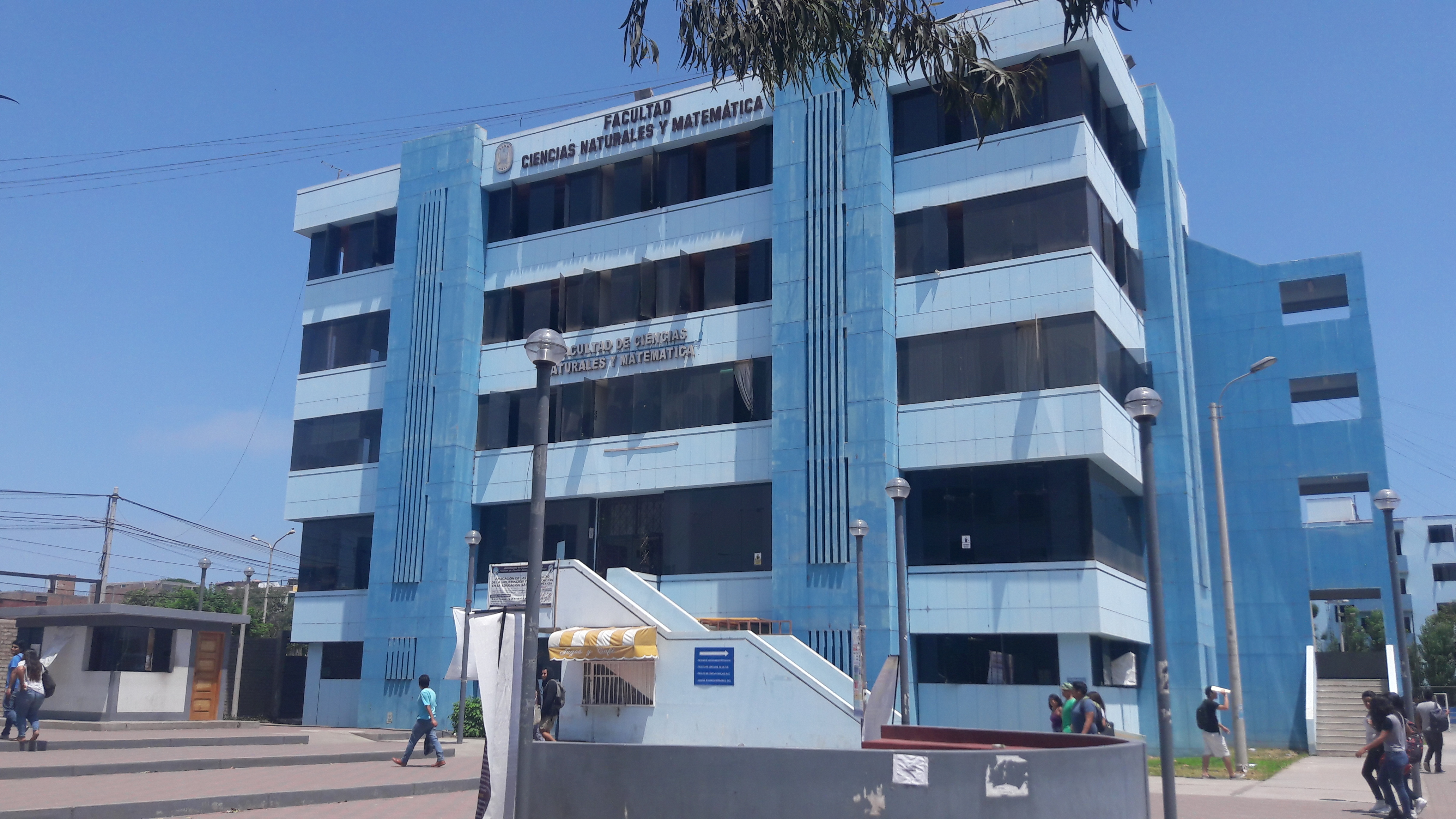
Facultad de Ciencias Naturales y Matemática

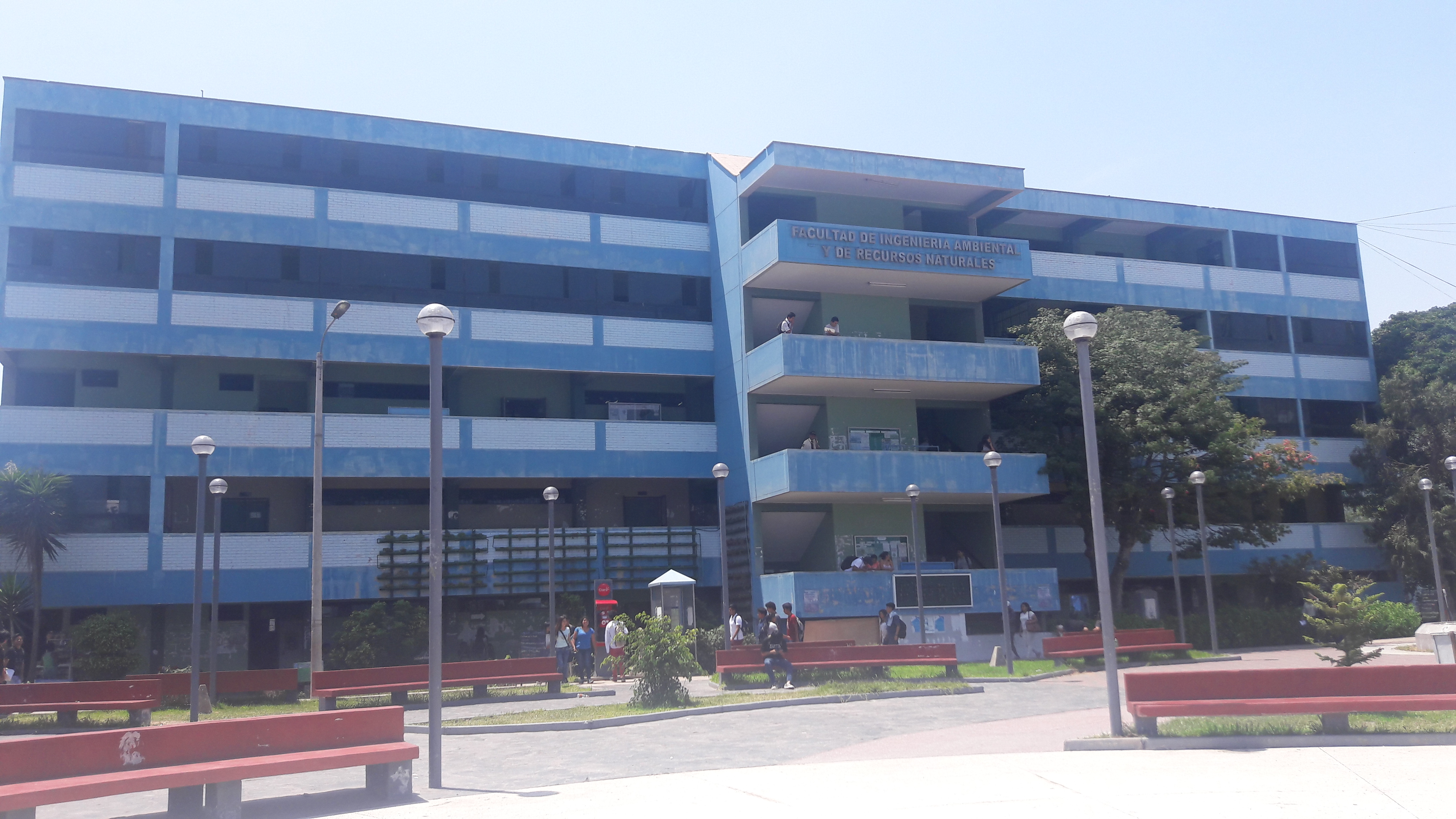
Facultad de Ingeniería Ambiental y Recursos Naturales

### Pregrado
| Facultades                                        | Programas académicos                         |
| ------------------------------------------------- | -------------------------------------------- |
| Ciencias de la Salud (FCS)                        | Enfermería                                   |
| Ciencias de la Salud (FCS)                        | Educación Física                             |
| Ciencias Administrativas (FCA)                    | Ciencias Administrativas                     |
| Ciencias Contables (FCC)                          | Contabilidad                                 |
| Ciencias Económicas (FCE)                         | Economía                                     |
| Ingeniería Eléctrica y Electrónica (FIEE)         | Ingeniería Eléctrica                         |
| Ingeniería Eléctrica y Electrónica (FIEE)         | Ingeniería Electrónica                       |
| Ingeniería Industrial y de Sistemas (FIIS)        | Ingeniería Industrial                        |
| Ingeniería Industrial y de Sistemas (FIIS)        | Ingeniería de Sistemas                       |
| Ingeniería Mecánica y Energía (FIME)              | Ingeniería Mecánica                          |
| Ingeniería Mecánica y Energía (FIME)              | Ingeniería en Energía                        |
| Ingeniería Pesquera y de Alimentos (FIPA)         | Ingeniería Pesquera                          |
| Ingeniería Pesquera y de Alimentos (FIPA)         | Ingeniería de Alimentos                      |
| Ingeniería Química (FIQ)                          | Ingeniería Química                           |
| Ciencias Naturales y Matemáticas (FCNM)           | Matemática                                   |
| Ciencias Naturales y Matemáticas (FCNM)           | Física                                       |
| Ingeniería Ambiental y Recursos Naturales (FIARN) | Ingeniería Ambiental y de Recursos Naturales |

### Posgrado
| Grado                                    | Programas académicos |
| ---------------------------------------- | --- |
| Maestrías en Gestión                     | - Administración Estratégica de Empresas - Administración Marítima y Portuaria - Comercio y Negociaciones Internacionales - Finanzas - Gerencia de la Calidad y Desarrollo Humano - Gerencia del Mantenimiento - Gerencia Educativa - Gerencia en Salud - Gestión Ambiental para el Desarrollo Sostenible - Gestión Pesquera - Productividad y Relaciones Industriales - Proyectos de Inversión - Salud Ocupacional y Ambiental - Salud Pública |
| Maestrías en Ciencias y sus aplicaciones | - Ciencias de la Electrónica con Mención en Control y Automatización - Ciencias de la Electrónica con Mención en Ingeniería Biomédica - Ingeniería Eléctrica con Mención en Gerencia de Proyectos de Ingeniería - Ingeniería Eléctrica con Mención en Gestión de Sistemas de Energía Eléctrica - Ciencias de la Electrónica con Mención en Telecomunicaciones - Ciencias de la Salud con Mención en Educación para la Salud - Ciencias Fiscalizadoras con Mención en Auditoría Gubernamental - Ciencias Fiscalizadoras con Mención en Auditoría Integral Empresarial - Ciencia y Tecnología de Alimentos - Didáctica de la Enseñanza de la Física y Matemática - Enfermeróa - Enfermeróa Familia y Comunitaria - Investigación y Docencia Universitaria - Tributación |
| Maestrías en Ingenierías                 | - Ingeniería de Alimentos - Ingeniería de Sistemas - Ingeniería Eléctrica con Mención en Gerencia de Proyectos de Ingeniería - Ingeniería Eléctrica con Mención en Gestión de Sistemas de Energía Eléctrica - Ingeniería Industrial con Mención en Gerencia de la Calidad y Productividad - Ingeniería Industrial con Mención en Gerencia Logística - Ingeniería Química |
| Doctorados                               | - Administración en Salud - Administración - Salud Pública - Ciencias Contables - Ciencias de la Salud - Enfermería - Educación - Ingeniería Eléctrica - Ingeniería Industrial - Ingeniería de Sistemas |

## Rankings académicos
En los últimos años se ha generalizado el uso de rankings universitarios internacionales para evaluar el desempeño de las universidades a nivel nacional y mundial; siendo estos rankings clasificaciones académicas que ubican a las instituciones de acuerdo a una metodología científica de tipo bibliométrica que incluye criterios objetivos medibles y reproducibles, tomando en cuenta por ejemplo: la reputación académica, la reputación de empleabilidad para los egresantes, la citas de investigación a sus repositorios y su impacto en la web. Del total de 92 universidades licenciadas en el Perú, la Universidad Nacional del Callao se ha ubicado regularmente dentro de los cuarenta primeros lugares a nivel nacional en determinados rankings universitarios internacionales.